# Heliophanus parvus
Heliophanus parvus är en spindelart som beskrevs av Wesolowska, van Harten 1994. Heliophanus parvus ingår i släktet Heliophanus och familjen hoppspindlar. Inga underarter finns listade i Catalogue of Life.